# Herbert Monkowski
Herbert Monkowski (ur. 8 czerwca 1934 w Olsztynie, zm. 19 stycznia 2023) – niemiecki historyk i publicysta, Warmiak.

## Życiorys
Według tradycji rodzinnej Monkowscy mieli sie wywodzić od niderlandzkiego mnicha (nider: 'monk'), który zrzucił habit, by poślubić Warmiaczkę, i przyjął stąd nazwisko 'Monkowski'.
Urodził się przy Magisterstrasse 6, (ul. Mrongowiusza) w Olsztynie. Uczęszczał do niemieckiej szkoły im. Hindenburga (SP nr 2) do 20 stycznia 1945 r. 21 stycznia próbował z matką i siostrą uciekać na Zachód przez Piławę. Ku wielkiej wówczas rozpaczy nie wpuszczono ich na pokład okrętu MS Wilhelm Gustloff. Rodzina Monkowskiego udało się jednak zabrać na statek patrolowy, która podążał za Gustloffem. Ewakuacja ludności cywilnej odbywała się w ramach zarządzonej przez Wehrmacht Operacji Hannibal. 30 stycznia 1945 statek zabrał na pokład kilku rozbitków z tonącego Wilhelma Gustloffa. Sam Herbert był naocznym świadkiem tej katastrofy. Następnie przez kilka miesięcy Monkowscy mieszkali w Waren (Müritz) w schronisku tymczasowym. Po zajęciu terenu przez sowiecką komendanturę, w czerwcu 1945 r. powrócili do Polski, a ponieważ ich rodzinny dom został spalony przez Rosjan, zamieszkali w Jarotach u babki.
Herbert Monkowski uczęszczał do polskiej szkoły powszechnej. Uczył się zawodu stolarza. Pracował w Spółdzielni Stolarskiej im. Marcelego Nowotki i po kilku latach zdał egzaminy mistrzowskie. W 1957 roku poślubił Helgę Banię. Mieli dwie córki. W ramach tzw. łączenia rodzin w 1966 r. przeniósł się wraz z rodziną do Meinerzhagen (Sauerland) w Republice Federalnej Niemiec. Przez około trzy lata pracował w zakładzie stolarskim, następnie w hurtowni mebli, a w końcu w urzędzie miejskim Meinerzhagen (urząd kultury).
Po ogłoszeniu stanu wojennego w Polsce w grudniu 1981 założył organizację "Polenhilfe Meinerzhagen" i w latach 1981–1983 zorganizował kilka transportów ciężarówek z żywnością, odzieżą, lekami i sprzętem medycznym na Warmię. Był jednym z założycieli lokalnego rocznika "Jomen-Post" dla byłych mieszkańców parafii Bartąg.
Od 1980 był deputowanym do Kreisgemeinschaft Allenstein-Land e.V., a od kwietnia 2007 do 1 maja 2012 pełnił funkcję przewodniczącego rady powiatu. Był także wieloletnim członkiem Związku Wypędzonych (Koło: Meinerzhagen), członkiem Olsztyńskiego Towarzystwa Mniejszości Niemieckich (AGDM) w Olsztynie, Towarzystwa Przyjaciół Olsztyna oraz Fundacji Borussia.
Za zasługi i zaangażowanie społeczne otrzymał w czerwcu 1990 r. w Olsztynie odznakę "Zasłużonym dla Warmii i Mazur".
W 1991 roku prezydent Niemiec Richard von Weizsäcker odznaczył go Federalnym Krzyżem Zasługi na Wstędze.
W czerwcu 1996 r. został kawalerem Orderu Świętego Stanisława (tytuł szlachecki Juliusza Nowiny-Sokolnickiego) i otrzymał Order św. Stanisława (Krzyż Oficerski).
W dniu 30 stycznia 2010 rzecznik prasowy Landsmannschaft Ostpreußen e. V. Wilhelm von Gottberg został odznaczony Złotym Medalem Honoru.
Na początku 2010 r. Herbert Monkowski wraz z arcybiskupem Wojciechem Ziembą, starostą powiatowym i prezydentem Olsztyna zaprosili Wielkiego Mistrza i Opata Generalnego Zakonu Krzyżackiego dra Brunona Plattera na Warmię. 3 lipca 2010 r. wzdłuż Drogi Biskupiej ("Bischofsweg") poświęcono pięć kamieni pamiątkowych poświęconych byłym biskupom warmińskim, w tym pierwszemu biskupowi warmińskiemu Anzelmowi (1210–1278).
14 kwietnia 2011 r. marszałek województwa warmińsko-mazurskiego Jacek Protas odznaczył Herberta Monkowskiego Odznaką Honorową za zasługi dla Województwa Warmińsko-Mazurskiego w kościele w Klebarku Wielkim.

## Nagrody i wyróżnienia
- 1990: Odznaka honorowa „Zasłużony dla Warmii i Mazur”

- 1991: Federalny Krzyż Zasługi na Wstędze

- 1996: Kawaler Orderu Świętego Stanisława

- 1996: Order Świętego Stanisława (Krzyż Oficerski)

- 2010: Złoty Medal Honorowy Landsmannschaft Ostpreußen e.V.

- 2011: Odznaka Honorowa za Zasługi dla Województwa Warmińsko-Mazurskiego

- 2014: Honorowy Starosta Powiatu Olsztyńskiego Ziemskiego

## Publikacje (wybór)
- 650. Jahrestag Grieslienen. In: 39th Heimatjahrbuch Weihnachten 2008, s. 106. Jomendorf-Treff 13. September 2008. In: 39th Heimatjahrbuch Weihnachten 2008, s. 170–172.

- Erhalt des gemeinsamen Erbes. Gemeinsam gestalten wir die Zukunft. In: 39th Heimatjahrbuch Weihnachten 2008, s. 309–311.

- Friedhofsengel aus Schönbrück. In: 40th Heimatjahrbuch Weihnachten 2009, s. 82–83.

- Gedenkstein für Bischof Maximilian Kaller. In: 40th Heimatjahrbuch Weihnachten 2009, s. 92–95.

- Bewusstsein. Zusammenfassung des Zweiten Weltkriegs. In: 40th Heimatjahrbuch Weihnachten 2009, s. 257.

- Der Hochmeister des Deutschen Ordens zu Besuch in Ermland und Masuren. In: 41st Heimatjahrbuch Weihnachten 2010, s. 301–309.

- Zum Tod von Kardinal Georg Sterzinsky. In: 42nd Heimatjahrbuch Weihnachten 2011, s. 159–160.

- Friedhöfe in der Landschaft von Ermland und Masuren. In: 42nd Heimatjahrbuch Weihnachten 2011, s. 170.

- Mein 18. Lebensjahr (Krystyna Czyborra). In: 42nd Heimatjahrbuch Weihnachten 2011, s. 255–260.

- 20 Jahre vergangen... (AGDM). In: 42nd Heimatjahrbuch Weihnachten 2011, s. 281–282.

- Pfarrei Wuttrienen. In: 43. Heimatjahrbuch Weihnachten 2012, s. 55–56.

- Friedhöfe in der Heimat. In: 43rd Heimatjahrbuch Weihnachten 2012, s. 152–153.

- 600 Jahre Wuttrienen – Festivalverlauf. In: 43rd Heimatjahrbuch Weihnachten 2012, s. 254–255.